# Reserva natural Monte Alto
La Reserva Natural Monte Alto, de Costa Rica, se fundó 9 de junio de 1992 como la "Fundación Pro Reserva Monte Alto que vio la necesidad de rescatar los mantos acuferos de la zona que se encuentran en los terrenos de la reserva que son los que brindan un 70 % del agua de las comunidades aledañas.
La reserva se encuentra ubicada en el cantón de Hojancha exactamente 6 km al sur del Banco Nacional.

## Características
- Extensión: 924 ha (hectáreas).
- Altitud: va de los 430 a los 880 m s. n. m. (metros sobre el nivel del mar).
- Precipitación: 2300 mm (milímetros).
- Zona de vida según la clasificación de Holdridge: bosque húmedo tropical y muy húmedo premontano.
- Época lluviosa: de mayo a noviembre.

## Datos de interés
La reserva cuenta con el premio de Bandera Azul y tiene:
- albergue,
- comedor,
- salón de conferencia,
- parqueo,
- senderos (4).

## Ubicación
Se encuentra ubicado en la provincia de Guanacaste en la comunidad de Pilangosta, Hojancha. Fue creada el 10 de marzo de 1994, con una extensión de 924 hectáreas, está ubicado entre los 450 y casi 900 metros sobre el nivel del mar y comprende Zonas de Vida Bosque Húmedo tropical y Bosque muy Húmedo Premontano, donde la temperatura promedio es de 26 °C. La avifauna presente en Reserva Natural Monte Alto está conformada por especies terrestres (no acuáticas), migratorias y residentes. Estas últimas en mayor porcentaje. Dentro de la reserva podemos encontrar especies raras como el gavilán pechinegro (Leucopternis princeps) y el carpintero bebedor (Sphyrapicus varius), ambos con una única observación. El grupo de los mamíferos se ha estudiado poco, por la difícil observación de estas especies y por la complejidad de algunos grupos, como los murciélagos, los cuales no se han inventariado. Creemos que los restantes mamíferos si están identificados prácticamente todos.

## Atractivos sobresalientes
Los atractivos principales son el Bosque Húmedo Tropical y Muy Húmedo Premontano, con gran cantidad de especies de aves (172 especies identificadas). El mirador Cerro Romo ubicado en el punto más alto del cantón de Hojancha a 883 m s. n. m. (metros sobre el nivel del mar), de donde se observa el Golfo de Nicoya, las llanuras de Guanacaste, las costa externa de la península de Nicoya y prácticamente toda la reserva. Dentro de la exuberante vegetación sobre salen alrededor de 70 especies de orquídeas, una especie de arbusto nuevo para la ciencia (Stemmadenia hannae). El árbol de hojancha (Cleidion castaneifolium).